# Іннсбрук (Міссурі)
Іннсбрук (англ. Innsbrook) — селище (англ. village) в США, в окрузі Воррен штату Міссурі. Населення — 596 осіб (2020).

## Географія
Іннсбрук розташований за координатами 38°45′42″ пн. ш. 91°3′16″ зх. д. / 38.76167° пн. ш. 91.05444° зх. д. (38.761624, -91.054396).  За даними Бюро перепису населення США в 2010 році селище мало площу 28,61 км², з яких 25,75 км² — суходіл та 2,86 км² — водойми.

## Демографія
Згідно з переписом 2010 року, у селищі мешкали 552 особи в 282 домогосподарствах у складі 209 родин. Густота населення становила 19 осіб/км².  Було 1315 помешкань (46/км²).
Расовий склад населення:
| - 97,6 % — білих - 1,4 % — чорних або афроамериканців |

До двох чи більше рас належало 0,7 %. Частка іспаномовних становила 0,5 % від усіх жителів.
За віковим діапазоном населення розподілялося таким чином: 6,3 % — особи молодші 18 років, 45,9 % — особи у віці 18—64 років, 47,8 % — особи у віці 65 років та старші. Медіана віку мешканця становила 64,5 року. На 100 осіб жіночої статі у селищі припадало 89,7 чоловіків;  на 100 жінок у віці від 18 років та старших — 90,8 чоловіків також старших 18 років.
Середній дохід на одне домашнє господарство  становив 100 290 доларів США (медіана — 70 469), а середній дохід на одну сім'ю — 108 273 долари (медіана — 72 292). За межею бідності перебувало 1,3 % осіб, у тому числі 0,0 % дітей у віці до 18 років та 0,5 % осіб у віці 65 років та старших.
Цивільне працевлаштоване населення становило 244 особи. Основні галузі зайнятості: освіта, охорона здоров'я та соціальна допомога — 51,2 %, фінанси, страхування та нерухомість — 11,5 %, роздрібна торгівля — 10,2 %.